# Rundschild

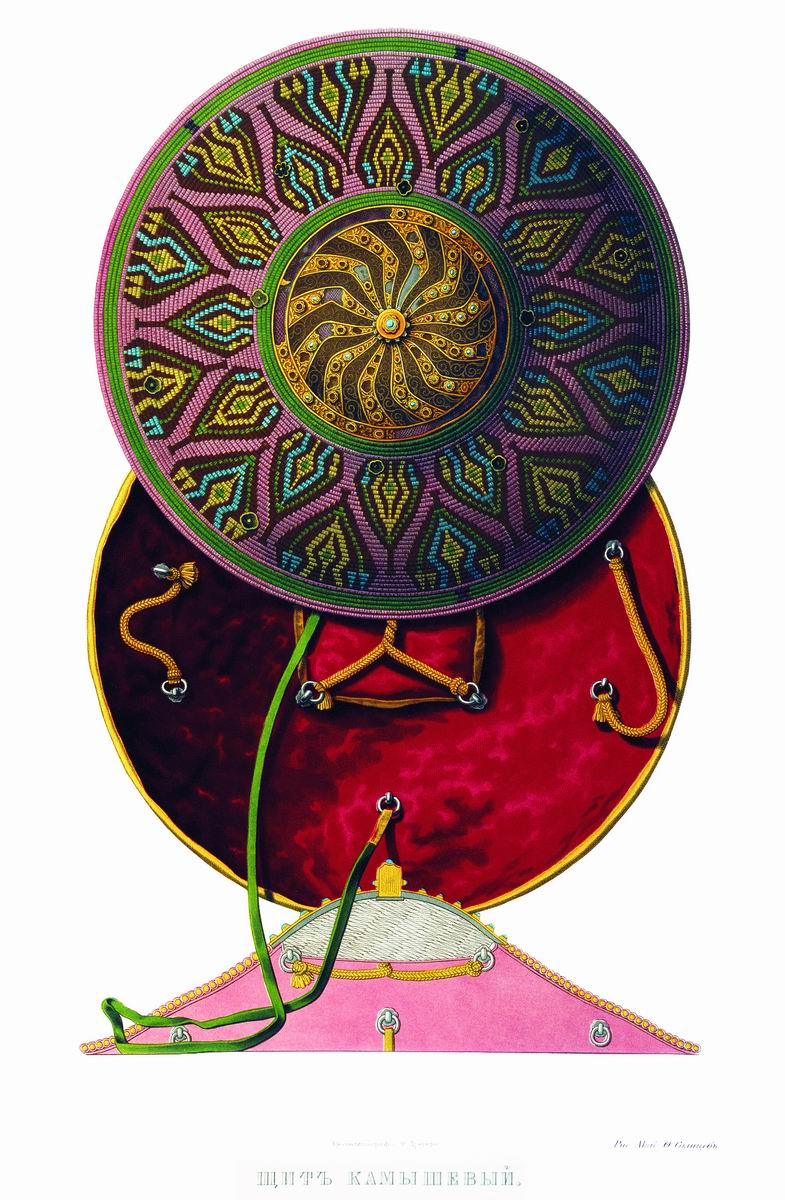
Rundschild, Vorderansicht, Innenansicht, Querschnitt

Ein Rundschild ist eine Art von Schild.

## Definition
Als Rundschilde bezeichnet man für militärische Handlungen gebaute Schilde, die über keinerlei Ecken verfügen. Sie müssen nicht zwingend kreisrund sein, auch ovale Formen sind möglich.

## Verwendung
Der Rundschild zeichnet sich gegenüber anderen Schilden vor allem durch seine Handlichkeit aus. Das Fehlen der Ecken machte ihn außerdem stabiler, verringerte aber den Schutzbereich. Weit verbreitet war der Rundschild auf Kriegsschiffen, z. B. auf römischen Triremen und auch auf Wikingerschiffen. Bei Schiffen wurde die Reling mit diesen Schilden ausgestattet, so dass die Besatzung dahinter vor dem Feind in Deckung gehen konnte und auch vor Spritzwasser geschützt war.

## Geschichte

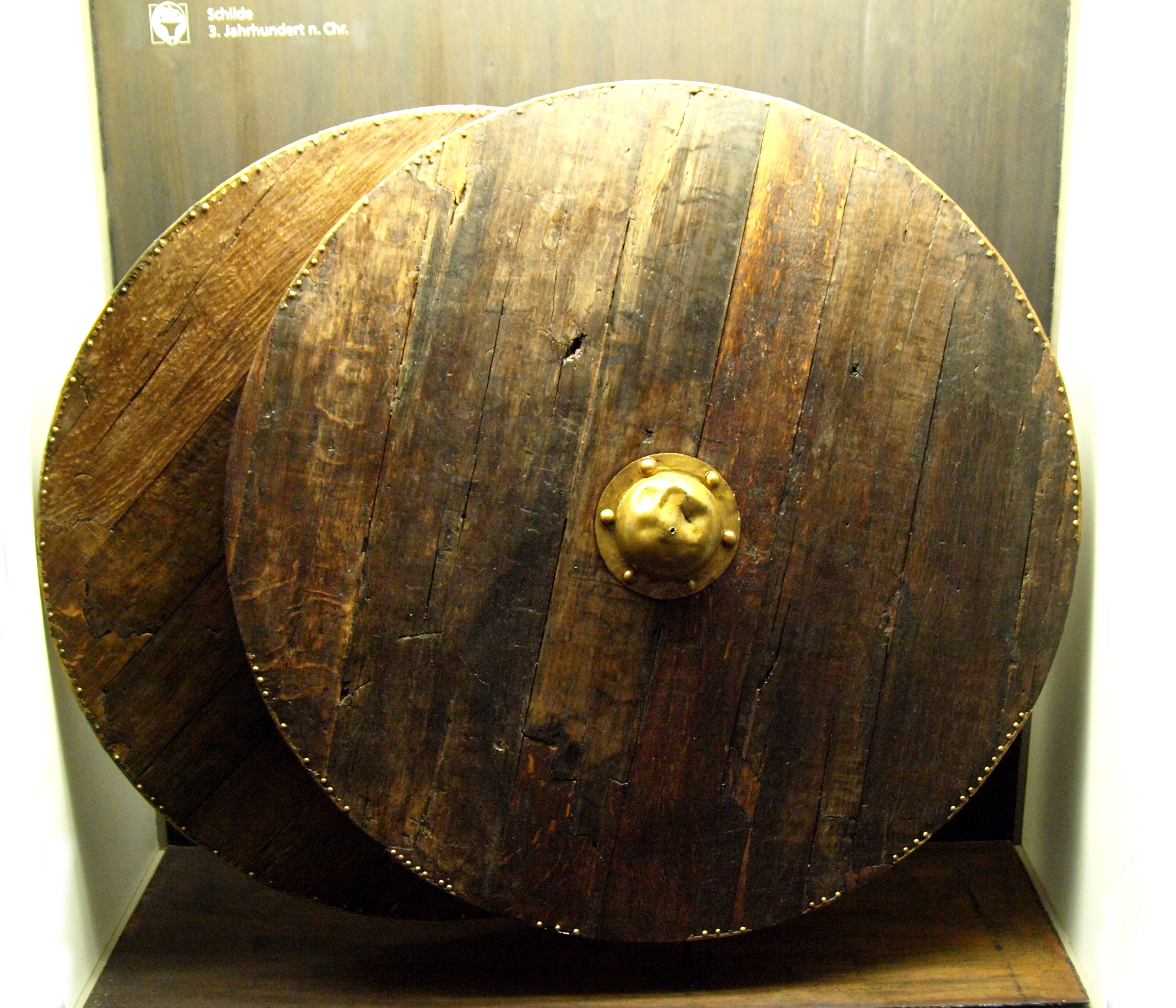
Zwei Rundschilde des 3. Jahrhunderts aus dem Thorsberger Moor

### Antike
Der Rundschild tritt unabhängig in verschiedenen Kulturen auf, da er sehr leicht, robust und handlich zu bauen war. Frühe Darstellungen finden sich bei den Seevölkern in Ägypten und später im Assyrisches Reich. In Europa sind verschiedene, der Pelte ähnliche Rundschilde archäologisch lange vor dem ältesten historisch belegten Rundschild bei den Hopliten, dem von den Griechen Hoplon und von den Römern Clipeus genannten Schild, nachgewiesen. Dieser wurde schon im 7. Jahrhundert v. Chr. im antiken Griechenland, bei den Etruskern und andernorts verwendet. Durch keltischen und thrakischen Einfluss tritt später im Mittelmeerraum der von Griechen als Thureos bezeichnete rundliche Schild in Erscheinung, der ähnlich den assyrischen Rundschilden, einen zentralen Griff hat, der das Rotieren erleichtert. 
Etwas später, im 5. Jahrhundert v. Chr. wurde auf der iberischen Halbinsel auch ein Rundschild verwendet, der sog. Caetra. 
Der in der Antike meistverbreitete Rundschild war der römische Parma equestris. Dieser ovale mannshohe Schild wurde vor allem von römischen Auxiliartruppen verwendet.

### Mittelalter
Die berühmtesten Rundschilde des Mittelalters sind wohl die buntbemalten Rundschilde der Wikinger, die auch in der Schifffahrt eine nicht unbedeutende Rolle spielten. Aber auch die Mauren, die im Mittelalter in Spanien Schlachten bestritten, verwendeten einen eisernen Rundschild, den sog. Adarga.

### Neuzeit
In der Neuzeit verloren Schilde aufgrund des verbreiteten Gebrauchs von Feuerwaffen weitgehend ihre militärische Bedeutung, es blieben aber einige Rundschilde auch in der Renaissance noch in Gebrauch, wie z. B. die leicht gewölbte Rotella. In Indien wurde der Rundschild Sipar bis ins frühe 19. Jahrhundert verwendet.